# Thedy Rinderknecht
Theodor «Thedy» Rinderknecht (* 6. Januar 1958 in Brunnen SZ) ist ein ehemaliger Schweizer Radrennfahrer und nationaler Meister im Radsport.

## Sportliche Laufbahn
Rinderknecht war im Strassenradsport aktiv. 1987 siegte er in der nationalen Meisterschaft im Mannschaftszeitfahren mit Ernst Meier, Hans Kalberer und Claudio Vincens. Er gewann in jener Saison die Wartenberg-Rundfahrt. In der Ostschweizer Rundfahrt wurde er hinter Marco Diem Zweiter, im Giro del Ticino Dritter. Mit der Nationalmannschaft bestritt er die Tour de l’Avenir und kam auf den 7. Gesamtrang. 1985 belegte er den 26. und 1986 den 38. Rang. 1989 wurde er 21. in der Österreich-Rundfahrt.
Rinderknecht gewann die nationale Meisterschaft im Strassenrennen der Amateure 1988. 1990 belegte er zweite Plätze im Etappenrennen Flèche du Sud und im Eintagesrennen um die Meisterschaft von Zürich der Amateure. Er startete für den Verein VMC Hirslanden. 
1992 war Rinderknecht Teilnehmer der Olympischen Sommerspiele in Barcelona. Die Schweiz kam mit Thomas Boutellier, Roland Meier, Beat Meister und Thedy Rinderknecht im Mannschaftszeitfahren auf den 7. Rang.